# Ambroz Matić
Ambroz Matić (Blaževac, 1795. – Garevac, 1849.) bio je hrvatski katolički svećenik iz reda franjevaca, pjesnik i latinist. 

## Životopis
Rođen je u Blaževcu 1795. godine. Školovao se u Hrvatskoj i Mađarskoj. Filozofske i teološke studije završio je u Požegi. U Kraljevoj Sutjesci je predavao latinski jezik i matematiku. Pisao je poeziju na latinskom i hrvatskom jeziku. Umro je 1849. godine u Garevcu.

## Djela
- „Racsun za pervu i drugu godinu shkulsku iz latinskog u bosanski jezik” (Osijek, 1827.)
- „Knjixica Rucsna s’upravam koristnim i uveshtbanjem lasnim za mladiche latinski jezik ucseche, u bosanski izgovor sloxena” (Osijek, 1832.)[1]

### Članci
- Krešić, Katica. 2019. Gramatika Ambroza Matića (1832.). Hum. Sveučilište u Mostaru – Filozofski fakultet. Mostar. 14 (22): 30–44